# Matthew Bellamy
Matthew James Bellamy (* 9. června 1978, Cambridge, Anglie) je zpěvák, kytarista, klávesista a pianista britské alternativní rockové kapely Muse. Je proslulý především svým falzetem a strhujícími výkony během živých vystoupení.
Dítě : Bingham Hawn Bellamy
Manželka : Lindsay Evans
Matka : Marilyn Bellamy
Bratr : Paul Bellamy

## Minulost a rodina
Bellamyho otec George Bellamy byl kytarista britské rockové kapely The Tornadoes, která v šedesátých letech obsadila se svým hitem Telstar první místo US top 100.
Bellamyho matka Marilyn se narodila v Belfastu a po příjezdu do Anglie v sedmdesátých letech se během prvního dne seznámila s Georgem Bellamym, který toho času pracoval jako taxikář v Londýně. Společně se odstěhovali do Cambridge, kde se jim narodil syn Paul a o pár let později i Matthew.
V osmdesátých letech se opět stěhovali, tentokrát do Teignmouth, kde Matt navštěvoval Teighnmouth Community college. V jeho třinácti letech se rodiče rozvedli a část svého života prožil s babičkou.

## Vlivy

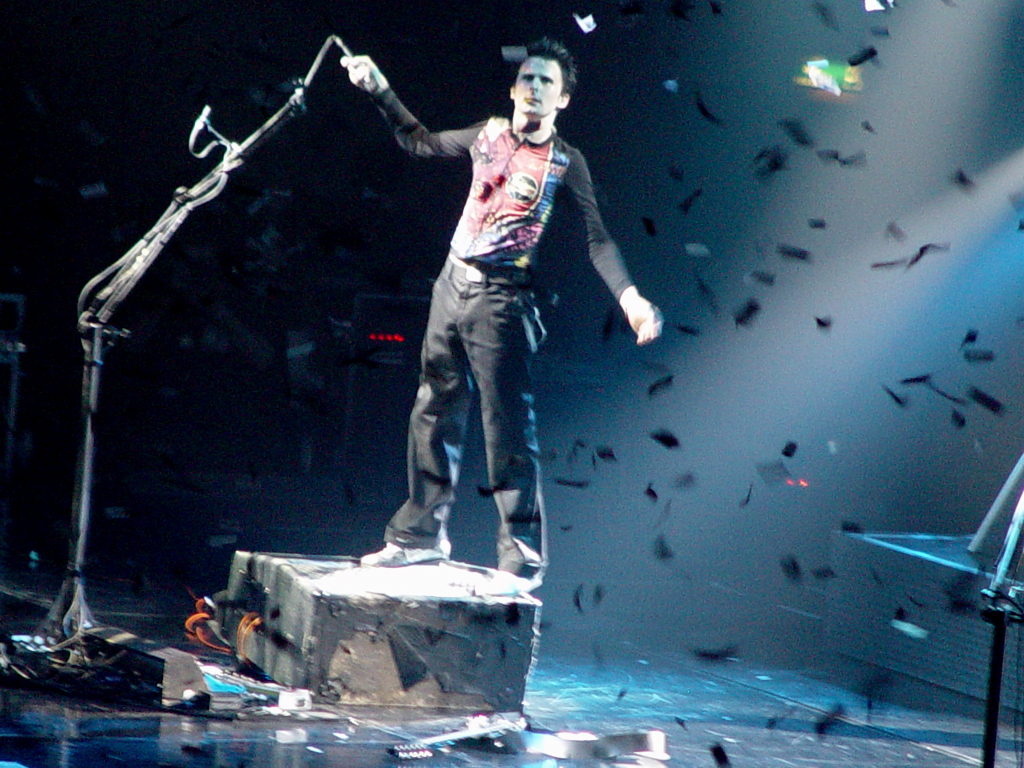
Matthew Bellamy je známý svými energickými výkony při koncertech Muse

Jeho falsetto je hlavní poznávací značkou kapely. Je ovlivněn Freddiem Mercurym a především s Jeffem Buckleyem a Thomem Yorkem z Radiohead, s nímž byl často na začátku kariéry srovnávám a dokonce obviňován z vykrádání.
Klavírem začal být uchvácen po seznámení s prací slavného ruského romantika Sergeje Rachmaninova, jehož občas cituje i v krátkých úryvcích schovaných v písních Muse, skloubených dohromady s hřmotným rockem. Především jde cítit inspirace 2. klavírním koncertem v písních Space dementia, Ruled by secrecy, Megalomania a především Butterflies and hurricanes. Při živých vystoupeních často otevíral skladbu Screenager částí preludia g moll (op. 23). Dále je možno najít inspiraci Čajkovským, ke konci sklady Hoodoo. Kytara je znatelně ovlivněna Jimi Hendrixem a především Tomem Morellem z Rage Against the Machine, kterého připomíná především skladba Origin of Symmetry na druhém albu, které staví na silných a výrazných kytarových riffech. S Morellem jej mimo jiné spojuje záliba v technicky nadprůměrně vybavených a na zakázku dělaných kytarách s velkou řadou funkcí a efektů.

## Hudební nástroje
Bellamy používá kytary značky Manson vyráběné v Exeteru. Vlastní deset kytar této značky, jeho první a mezi fanoušky slavná kytara byla stříbrná Mansonka, poté přišel s ideou, kterou mu pomohl Hugh Manson, přivést na svět a jejímž výsledkem je kytara s implementovaným efektem ZVex Fuzz Factory, díky kterému si uchovává svůj tolik typický zvuk a který mu zároveň dává naprostou kontrolu při ovládání feedbacku. Pro natáčení nového alba Black Holes and Revelations si pořídil Black Kaoss Manson.

## Zajímavosti
- Bellamy skončil v žebříčku magazínu Total Guitar jako 29. nejlepší kytarista současnosti a jeho riff, který otvírá píseň Plug in Baby se ocitl na třináctém místě mezi Top 100 riffs.
- V hlasování australské hudební stanice Triple J's zvítězil jako nejlepší riff všech dob ten ze skladby Stockholm Syndrome.
- V dubnu 2005 jej magazín Kerrang! ocenil 28. místem v žebříčku 50 nejvíce sexy lidí v podkategorii „rock 'n roll“.
- Cosmopolitan jej dva roky po sobě (2003–2004) vyhlásil nejvíce sexy rockerem.
- magazín NME jej poctil čtrnáctým místem v žebříčku nejslavnějších a největších rock 'n rollových hrdinů všech dob.
- Matthew Bellamy byl oceněn magazínem NME nejvíce sexy mužem roku 2007.